# Телларо (река)
Телла́ро (устар. Гелор; итал. Tellaro) — река в Италии, протекает по территории провинций Рагуза и Сиракуза на юго-востоке острова Сицилия. В античный период называлась Элор (др.-греч. Ἔλωρος). Длина реки 40 километров, площадь водосборного бассейна — 388 км².
Исток расположен на южном склоне хребта Иблеи к северо-востоку от населённого пункта Джарратана, на высоте 670 м над уровнем моря. Течёт на юго-восток, впадает в залив Ното Ионического моря около развалин древнего укрепленного города Элор (Гелор).
На высоте около 110 м над уровнем моря принимает справа приток Теллезимо.
Вблизи устья реки располагается позднеримская вилла Телларо.